# 呵叻弓鳍鱼属
呵叻弓鳍鱼属（学名：Khoratamia）是中华弓鳍鱼科的一属。属名指其发现地在泰国东北部呵叻府（Khorat）。

## 下属物种
本属包括以下物种：
- 泰王呵叻弓鳍鱼 Khoratamia phattharajani ，种名指代前任泰国国王拉玛九世。[2]